# ضوء النهار البارد (فلم 2012)
ضوء النهار البارد The Cold Light of Day هو فيلم إثارة وأكشن صدر عام 2012 من إخراج مبروك المشري وتوزيع شركة سمت إنترتاينمنت. تم كتابته من قبل سكوت ويبر وجون بيترو وبطولة هنري كافيل، بروس ويليس، وسيغورني ويفر. وتدور أحداث القصة حول ويل (كافيل)، الذي يكتشف أن عائلته قد اختطفت من قبل عملاء أجانب يبحثون عن حقيبة سرقها والده (ويليس)، مما يضطره إلى أخذ الأمور على عاتقه للعثور عليهم.
تم إنتاج الفيلم بواسطة شركة Intrepid Pictures، وتم إصداره في إسبانيا في 4 أبريل 2012 وفي الولايات المتحدة في 7 سبتمبر 2012. حصل على مراجعات سلبية وحصل على نسبة موافقة 4 % على موقع روتن توميتوز.

## القصة
ويل شو، الذي يملك شركة استشارية في سان فرانسيسكو على وشك الإفلاس، يزور عائلته في إسبانيا لقضاء عطلة على مضض. ويستقبله هناك والده مارتن، وهو مستشار للحكومة الأمريكية، وتربطه به علاقة متوترة.
انشغال ويل بهاتفه يتسبب في حادث أثناء الإبحار، حيث يقفز لإنقاذ دارا، صديقة شقيقه، من الاصطدام برافعة اليخت، لكنها تصاب في رأسها بسبب الرافعة. يقوم مارتن بأخذ الهاتف ويلقيه في المحيط. بعد الحادث، يسبح ويل إلى المدينة لجلب الإمدادات الطبية وأدوات التبريد اللازمة.
عند عودة ويل، يكتشف أن اليخت قد غادر وأن عائلته اختفت. يلجأ إلى الشرطة، التي تقوده إلى زهير الذي يُفترض أنه يعرف مكان عائلته. يشعر ويل أن هناك أمراً مريباً، فيحاول الهروب باستخدام سيارة الشرطة. في هذه الأثناء، يظهر مارتن ويساعده من خلال مهاجمة الضباط.
يكشف مارتن أنه عميل في وكالة المخابرات المركزية، وأن خاطفي عائلة ويل كانوا يسعون وراء حقيبة استولى عليها خلال مهمة سابقة. يسافر مارتن إلى مدريد للقاء جان كاراك، زعيمة فريق وكالة المخابرات المركزية، التي تدعي أنها لم تعد بحوزتها الحقيبة. ومع ذلك، يدرك مارتن أنها لا تقول الحقيقة.
عند عودة مارتن إلى سيارته، يقتله جورمان وهو قناص محترف. يتمكن ويل من استعادة هاتف مارتن قبل أن يبدأ جورمان بإطلاق النار عليه ومطاردته.
ينجح ويل في الهروب، لكنه يتلقى اتصالاً من الخاطفين يطلبون فيه التحدث إلى "توم". يحدد الخاطفون مهلة زمنية قدرها 21 ساعة، مع تحديد نقطة لقاء لتسليم الحقيبة مقابل الإفراج عن عائلته.
بعد عدم تلقيه أي مساعدة من السفارة الأمريكية في إسبانيا، تم استقبال ويل من قبل كاراك في سيارة بالخارج، لكنه أدرك أنها غير جديرة بالثقة. يتظاهر بالمرض، وهي تشعر بالاشمئزاز من فكرة تقيؤه في سيارتها، فتقوم بإيقاف السيارة ويهرب ويل.
يقوم ويل بترتيب لقاء مع صديق والده دييغو في مكتبه، حيث يلتقي بموظفة الاستقبال لوسيا كالديرا، ابنة أخت دييغو. أثناء وجودهما في المكتب، يحدث اشتباك مع أحد رجال كاراك. بعد ذلك، يتوجه ويل ولوسيا إلى شقة دييغو، لكنهما يكتشفان أنه قُتل على يد كاراك وجورمان.
يتمكن ويل ولوسيا من الهروب عبر أسطح المنازل، ولكن يتم إطلاق النار عليه. تأخذه إلى ملهى ليلي، إلى صديق له خبرة طبية يقوم بكوي الجرح. تشرح لوسيا أن "توم" هو الاسم المستعار لمارتن في إسبانيا، وهي أخت ويل غير الشقيقة، ابنة مارتن من امرأة أخرى.
عندما يصل ويل إلى نقطة الالتقاء، يتم القبض عليه وتعذيبه لمعرفة مكان والده من قبل الخاطفين، وهم في الواقع عملاء الموساد الإسرائيلي بقيادة زاهر، الذي كان يستخدم الحقيبة لإغراء الخائن عندما سرقها مارتن منهم. لقد أدركوا أن كاراك هو الذي أوقع مارتن في الفخ وهي تحمل الحقيبة، لذا أرادوا من ويل أن يغريها للخروج. يلتقي بعائلته لفترة وجيزة قبل أن يطلق ظاهر سراحه.
يلتقي ويل ولوسيا في الملهى الليلي حيث تبدأ في سداد فواتير بطاقة كاراك. يظهر جورمان ويخضع للتعذيب للحصول على معلومات، لكنه يرفض التعاون. يسمح ويل لجورمان بالهروب ليقودهم إلى كاراك، الذي يحاول بيع الحقيبة في موقف سيارات تحت الأرض. يحيط رجال زاهر بالمكان، لكنهم يكشفون عن موقعهم، مما يؤدي إلى تبادل إطلاق النار مع المشتري والهجوم عليهم من قبل الموساد. أثناء الهروب، تصطدم لوسيا بجورمان في حادث وتُقتل، مما يثير غضب كاراك.
يطارد ويل ولوسيا كاراك عبر شوارع مدريد، حيث يتسبب كاراك في موجة من الموت والدمار بشكل عشوائي على طول الطريق. في النهاية، تصطدم سيارتاهما، وتصاب لوسيا بجروح خطيرة. عندما كان كاراك على وشك إطلاق النار على ويل، يظهر زاهر ويقتله ببندقية قناص، ثم يستعيد الحقيبة ويطلق سراح عائلة ويل. تتعافى لوسيا في المستشفى، بينما ينظر ويل إلى عائلته الجديدة الموسعة. في النهاية، يُعرض على ويل وظيفة في وكالة المخابرات المركزية، لكن قرار قبوله أو رفضه يبقى مفتوحًا.

## الشخصيات
- هنري كافيل - ويل شو
- بروس ويليس - مارتن شو
- سيغورني ويفر - جان كاراك
- فيرونيكا إيتشيغوي - لوسيا كالديرا
- كارولين جودال - لوري شو
- رافي جافرون - جوش شو
- جوزيف ماول - جورمان
- أوسكار جينادا - ماكسيمو
- لولو هيريرو - رينالدو
- مارك أولود - فيسينتي
- إيما هاميلتون - دارا كولينز
- مايكل بود - إسماعيل
- أليكس أمارال - سيزار
- جيم بيدوك - ميكلر
- بالوما بلويد - كريستيانا
- رشدي زيم - ظهير
- كولم ميني - عميل وكالة المخابرات المركزية

## الإنتاج
تم تصوير الفيلم في إسبانيا، بما في ذلك في تيولادا مورايرا وجابية على كوستا بلانكا. تم إصداره في 6 أبريل 2012 في المملكة المتحدة و7 سبتمبر 2012 في الولايات المتحدة.

## الاستقبال

### شباك التذاكر
حقق فيلم The Cold Light of Day إيرادات بلغت 1.8 مليون دولار في عطلة نهاية الأسبوع الافتتاحية و25.4 مليون دولار في جميع أنحاء العالم، مقابل ميزانية قدرها 20 مليون دولار. كما حققت مبيعات محلية بلغت 5.5 مليون دولار على الفيديو المنزلي.

### الانتقاد
على موقع روتن توميتوز، حصل الفيلم على نسبة موافقة 4% بناءً على 49 مراجعة، مع متوسط تقييم 2.9/10. على ميتاكريتيك، حصل الفيلم على متوسط تقييم 22 من 100 بناء على 10 نقاد، مما يشير إلى "مراجعات غير مواتية بشكل عام".
أعطى الجمهور الذين تم استطلاع آرائهم بواسطة CinemaScore الفيلم درجة متوسطة "D+" على مقياس من A+ إلى F. وصفت نيويورك تايمز الفيلم بأنه "تقليد غير كفء تمامًا لفيلم بورن ".

## روابط خارجية
- The Cold Light of Day  في قاعدة بيانات الأفلام على الإنترنت (بالإنجليزية)
- The Cold Light of Day في روتن توميتوز.